# Montpeyroux (Aveyron)
Montpeyroux è un comune francese di 577 abitanti situato nel dipartimento dell'Aveyron nella regione dell'Occitania.

## Società

### Evoluzione demografica
Abitanti censiti